# Гектокотиль

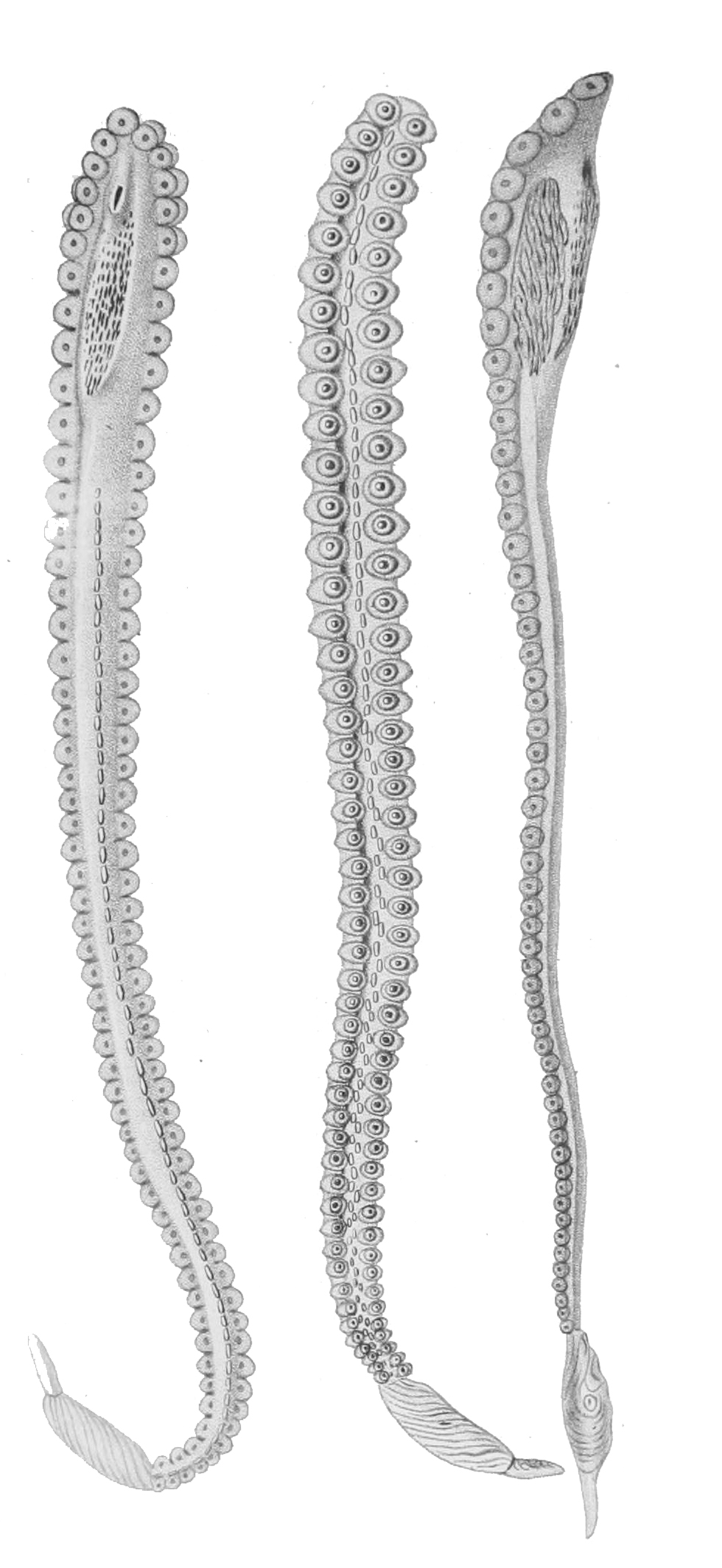

Гектокотиль (від грец. ἑκᾰτόν — сто і грец. κότυλος — присоска) — своєрідно видозмінене щупальце головоногих молюсків, за допомогою якого самець переносить сперматофори зі своєї мантійної порожнини в мантійну порожнину самки. 
У деяких восьминогів, наприклад аргонавтів, довгий гектокотиль відривається від тіла самця і самостійно плаває у воді, проникаючи потім у мантійну порожнину самки (в минулому був помилково прийнятий за паразита).